# Anopheles superpictus
Anopheles superpictus är en tvåvingeart som beskrevs av Giovanni Battista Grassi 1899. Anopheles superpictus ingår i släktet Anopheles och familjen stickmyggor. Inga underarter finns listade i Catalogue of Life.